# God Save Ireland
"God Save Ireland" es una canción rebelde irlandesa que celebra a los Mártires de Manchester, tres fenianos ejecutados en 1867. Esta canción sirvió como himno no oficial para los nacionalistas irlandeses desde la década de 1870 hasta la década de 1910.

## Composición

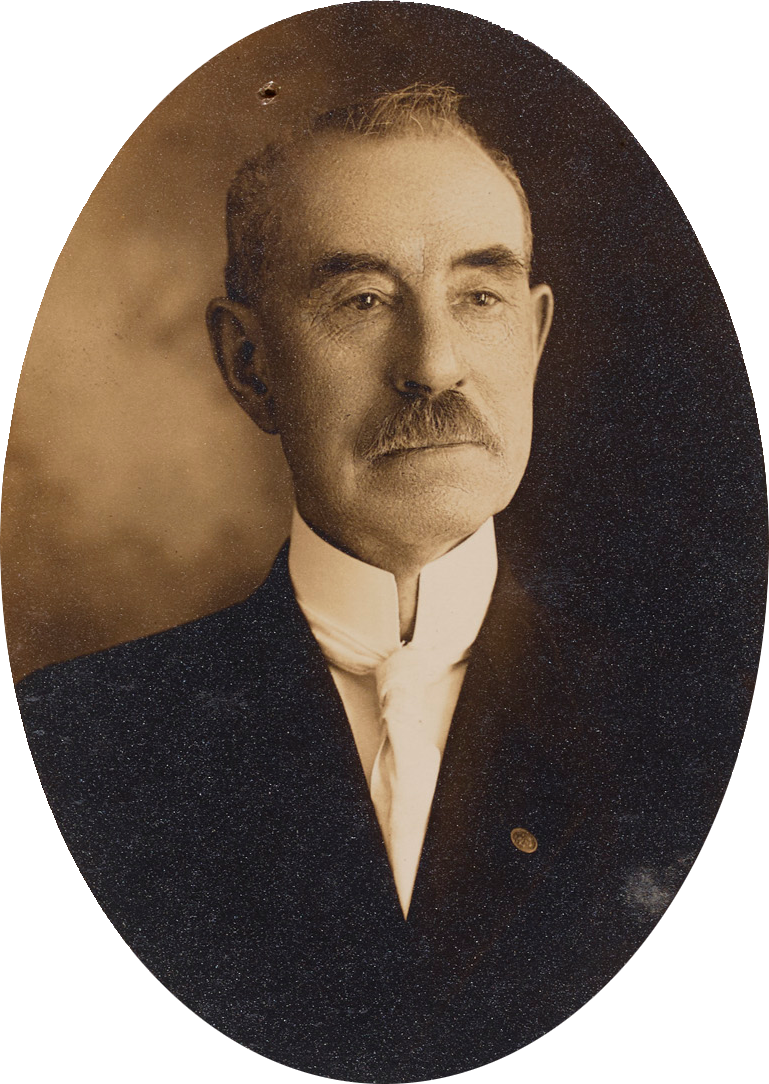
El grito de Edward O'Meagher Condon de "¡Dios salve a Irlanda!" durante el juicio a los Mártires de Manchester transformó la frase en un grito de guerra nacionalista irlandés.

El 18 de septiembre de 1867, un grupo de 20 a 30 hombres logró la escapada de dos prisioneros fenianos tendiendo una emboscada al carruaje que los transportaba a la cárcel de Belle Vue en Manchester. Un intento de disparar a la cerradura de la puerta del vagón provocó la muerte de un guardia policial. En las semanas siguientes, 28 hombres fueron arrestados, 26 fueron enviados a juicio y cinco fueron juzgados el 29 de octubre. Ninguno había disparado el tiro fatal, pero todos fueron acusados de asesinato bajo las doctrinas de propósito común y asesinato grave. Uno de los cinco, Edward O'Meagher Condon, concluyó su discurso desde el banquillo con las palabras "Dios salve a Irlanda", un lema retomado por sus partidarios en la galería pública. Los cinco fueron declarados culpables y condenados a muerte, respondiendo nuevamente "Dios salve a Irlanda". Uno fue absuelto en apelación porque se demostró que las pruebas no eran confiables; aunque los otros fueron condenados por las declaraciones de los mismos testigos, sus sentencias se mantuvieron, aunque la de Condon fue conmutada. Los otros tres, Michael Larkin, William Phillip Allen y Michael O'Brien, fueron ahorcados el 23 de noviembre de 1867 y apodados los Mártires de Manchester, no solo por la fuerza física de los republicanos irlandeses sino más generalmente por los nacionalistas irlandeses que sentían que se había producido un error judicial.   
La frase "Dios salve a Irlanda" fue rápidamente repetida por los activistas que pedían su indulto y, después de su ahorcamiento, por los organizadores de actos conmemorativos.  La letra de "God Save Ireland", escrita por Timothy Daniel Sullivan, se publicó por primera vez el 7 de diciembre de 1867, el día antes del funeral de los mártires.  Antes de la versión de Sullivan se habían publicado otras dos canciones con el mismo título.  Para acelerar la adopción de su canción, Sullivan la adaptó a la conocida melodía de " Tramp! Tramp! Tramp! ", una popular canción Uniónista de la guerra civil estadounidense, melodía también usada en al canción antiestadounidense ``ami go home´´.Los versos "ya sea en el cadalso alto / o en el campo de batalla muramos" eran similares a los versos de "El lugar donde el hombre debería morir", de Michael Joseph Barry, publicado en 1843 en The Nation .  

## Himno nacionalista
A finales del siglo XIX y principios del XX, "God Save Ireland" se cantaba habitualmente en reuniones de nacionalistas irlandeses, tanto en Irlanda como en el extranjero; se consideraba el himno del movimiento Home Rule, en particular del Partido Parlamentario Irlandés, y llegó a describirse como el "himno nacional irlandés".  Durante la división parnellita de la década de 1890, "God Save Ireland" fue el himno de la Federación Nacional Irlandesa anti-parnellita .  John McCormack, un tenor irlandés residente en Estados Unidos, tuvo un gran éxito con esta canción y grabó el primero de sus populares discos fonográficos en 1906.
La canción fue cantada por los insurgentes durante el Levantamiento de Pascua de 1916, pero luego cayó en popularidad.  Cathal Brugha, que se encontraba gravemente herido y se creía muerto, fue descubierto por el comandante Éamonn Ceannt cantando la canción con su pistola todavía en la mano.  Así como el Partido Parlamentario Irlandés y la bandera de arpa verde fueron eclipsados por el Sinn Féin y la bandera tricolor irlandesa, "God Save Ireland" fue eclipsado por " The Soldiers' Song ", que fue adoptado formalmente en 1926 como el himno del Estado Libre Irlandés creado en 1922. 

## En deportes
La canción es cantada en los partidos de fútbol por los fanáticos del Celtic FC y por los fanáticos de la selección de irlanda. La melodía del coro fue adaptada para "Ally's Tartan Army", el himno de la selección nacional de fútbol de Escocia para la Copa Mundial de la FIFA de 1978, y a su vez fue adaptada como coro de "Put 'Em Under Pressure", el himno de la selección de la República de Irlanda para la Copa Mundial de la FIFA de 1990 .

## Letra
| «Letra en inglés» High upon the gallows tree swung the noble-hearted three. By the vengeful tyrant stricken in their bloom; But they met him face to face, with the courage of their race, And they went with souls undaunted to their doom. 'Chorus: "God save Ireland!" said the heroes; "God save Ireland" said they all. Whether on the scaffold high Or the battlefield we die, Oh, what matter when :for Erin dear we fall! Girt around with cruel foes, still their courage proudly rose, For they thought of hearts that loved them far and near; Of the millions true and brave o'er the ocean's swelling wave, And the friends in holy Ireland ever dear. (Chorus) Climbed they up the rugged stair, rang their voices out in prayer, Then with England's fatal cord around them cast, Close beside the gallows tree kissed like brothers lovingly, True to home and faith and freedom to the last. (Chorus) Never till the latest day shall the memory pass away, Of the gallant lives thus given for our land; But on the cause must go, amidst joy and weal and woe, Till we make our Isle a nation free and grand. (Chorus) | «Letra en español» estribillo: "¡Dios salve a Irlanda!" dijeron los héroes; "Dios salve a Irlanda", dijeron todos. Ya sea en el cadalso O en el campo de batalla muramos, ¡Oh, qué importa si por Irlanda, querida/por Erin, querida, caemos! En lo alto del patíbulo se balanceaban los tres de noble corazón. Por el tirano vengativo herido en su flor; Pero lo enfrentaron cara a cara, con el coraje de su raza, Y fueron con almas impávidas a su destino. estribillo Cerrados de crueles enemigos, aún su coraje se alzaba orgullosamente, Pues pensaban en corazones que los amaban lejos y cerca; De los millones de leales y valientes sobre la ola creciente del océano, Y los amigos en la santa Irlanda por siempre queridos. estribillo Subieron la escarpada escalera, rezaron con sus voces, Luego, con el cordón fatal de Inglaterra a su alrededor, junto al árbol de la horca, se besaron amorosamente como hermanos, fieles al hogar, a la fe y a la libertad hasta el final. (estribillo) Nunca, hasta el último día, se borrará el recuerdo, de las valientes vidas entregadas por nuestra tierra; Pero la causa debe continuar, en medio de alegría, prosperidad y aflicción, Hasta que hagamos de nuestra Isla una nación libre y grandiosa. (Coro) |